# Marcos Aurélio Galeano
Marcos Aurélio Galeano (Ivaiporã, 28 maart 1972), ook wel kortweg Galeano genoemd, is een voormalig Braziliaans voetballer.